# Устье (Тернопольская область)
Устье (укр. Устя) — село в Мельнице-Подольской поселковой общине Чортковского района Тернопольской области Украины.
До 2020 года входило в Борщёвский район.

## Географическое положение
Село Устье находится на левом берегу реки Днестр в месте впадения в неё реки Ничлава, на расстоянии в 0,5 км от села Михалков.

## История
- 1469 год — первое упоминание о селе.

В июле 1995 года Кабинет министров Украины утвердил решение о приватизации находившегося здесь совхоза.
Население по переписи 2001 года составляло 1099 человек.

## Объекты социальной сферы
- Школа I—II ст.
- Дом культуры.
- Амбулатория.

## Достопримечательности
- Братская могила советских воинов.